# Cerca de ti (canção)
"Cerca de ti" é o quarto single do oitavo álbum de estúdio auto-intitulado (2003) de Thalía e o primeiro da coletânea Greatest Hits. A balada foi escrita por Thalía e produzida por Steve Morales. Além disso, uma versão em inglês foi gravada anteriormente para o álbum Thalía de 2002, intitulado "Closer to You".
"Cerca de ti" se tornou seu quarto single número um na tabela Billboard Hot Latin Tracks .

## Vídeo musical
O videoclipe de "Cerca de ti" foi dirigido por Jeb Brien e filmado em Nova York. Nos mostra uma Thalía simples, que caminha pelas ruas como uma pessoa anônima. O vídeo foi lançado em janeiro de 2004.

## Faixas
CD single mexicano (#1)
1. "Cerca de ti" [Grupera Version]

CD single mexicano (#2)
1. "Cerca de ti" [Album Version]

## Desempenho nas tabelas musicais

### Posições
| Chart (2004)                                                 | Maior Posição |
| ------------------------------------------------------------ | ------------- |
| Estados Unidos (Billboard Hot Latin Songs)                   | 1             |
| Estados Unidos (Billboard Latin Pop Airplay)                 | 3             |
| Estados Unidos (Billboard Regional Mexican Airplay)          | 17            |
| Estados Unidos (US Billboard Bubbling Under Hot 100 Singles) | 4             |